# Hooley Smith
Reginald Joseph "Hooley" Smith, född 7 januari 1903 i Toronto, Ontario, död 24 augusti 1963 i Montreal, var en kanadensisk professionell ishockeyspelare. Hooley Smith spelade för Ottawa Senators, Montreal Maroons, Boston Bruins och New York Americans i NHL åren 1924–1941.
Hooley Smith vann två Stanley Cup, med Ottawa Senators 1927 samt med Montreal Maroons 1935.
Smith representerade även Kanada i OS 1924 i Chamonix där det kanadensiska laget spelade hem en guldmedalj.

## Statistik
| 1924–25    | Ottawa Senators    | NHL        | 30  | 10  | 13  | 23  | 81   | —  | —  | — | —  | —   |
| 1925–26    | Ottawa Senators    | NHL        | 28  | 16  | 9   | 25  | 53   | 2  | 0  | 0 | 0  | 14  |
| 1926–27    | Ottawa Senators    | NHL        | 43  | 9   | 6   | 15  | 125  | 6  | 1  | 0 | 1  | 16  |
| 1927–28    | Montreal Maroons   | NHL        | 34  | 14  | 5   | 19  | 72   | 9  | 2  | 1 | 3  | 23  |
| 1928–29    | Montreal Maroons   | NHL        | 41  | 10  | 9   | 19  | 120  | —  | —  | — | —  | —   |
| 1929–30    | Montreal Maroons   | NHL        | 42  | 21  | 9   | 30  | 83   | 4  | 1  | 1 | 2  | 14  |
| 1930–31    | Montreal Maroons   | NHL        | 39  | 12  | 14  | 26  | 68   | —  | —  | — | —  | —   |
| 1931–32    | Montreal Maroons   | NHL        | 43  | 11  | 33  | 44  | 49   | 4  | 2  | 1 | 3  | 2   |
| 1932–33    | Montreal Maroons   | NHL        | 48  | 20  | 21  | 41  | 66   | 2  | 2  | 0 | 2  | 2   |
| 1933–34    | Montreal Maroons   | NHL        | 47  | 18  | 19  | 37  | 58   | 4  | 0  | 1 | 1  | 6   |
| 1934–35    | Montreal Maroons   | NHL        | 46  | 5   | 22  | 27  | 41   | 6  | 0  | 0 | 0  | 14  |
| 1935–36    | Montreal Maroons   | NHL        | 47  | 19  | 19  | 38  | 75   | 3  | 0  | 0 | 0  | 2   |
| 1936–37    | Boston Bruins      | NHL        | 44  | 8   | 10  | 18  | 36   | 3  | 0  | 0 | 0  | 0   |
| 1937–38    | New York Americans | NHL        | 47  | 10  | 10  | 20  | 23   | 6  | 0  | 3 | 3  | 0   |
| 1938–39    | New York Americans | NHL        | 48  | 8   | 11  | 19  | 18   | 2  | 0  | 0 | 0  | 14  |
| 1939–40    | New York Americans | NHL        | 47  | 7   | 8   | 15  | 41   | 3  | 3  | 1 | 4  | 2   |
| 1940–41    | New York Americans | NHL        | 41  | 2   | 7   | 9   | 4    | —  | —  | — | —  | —   |
| NHL totalt | NHL totalt         | NHL totalt | 715 | 200 | 225 | 425 | 1013 | 54 | 11 | 8 | 19 | 109 |